# Afu-Ra
Afu-Ra (ur. 31 stycznia 1974 w Nowym Jorku) – amerykański raper. Powiązany z Gang Starr Foundation. Współpracował z takimi artystami jak: Jeru the Damaja, M.O.P., Royce da 5’9”, DJ Premier czy z GZA.

## Życiorys
Wkroczył na scenę hip-hop jako członek Gang Starr Foundation obok takich artystów jak Jeru the Damaja, Big Shug i Group Home. Pierwszy raz pojawił się w 1994 na albumie Jeru the Damaja – The Sun Rises in the East, w utworze „Mental Stamina”. Kolejny występ zaliczył również na płycie Jeru tym razem Wrath of the Math z 1996 roku, rapując w „Physical Stamina”.
Debiutancki singiel Afu „Whirlwind Thru Cities” wydany w 1998 osiągnął 18. miejsce w Hot Rap Tracks. W 1999 raper zaprezentował kolejny singiel „Defeat b/w Mortal Kombat”. Debiutancki album Afu Body of the Life Force wydał w październiku 2000 roku. Produkcję albumu wspierali między innymi DJ Premier, DJ Muggs, True Master i Da Beatminerz. Wśród gości można usłyszeć GZA i Masta Killa z Wu-Tang Clan, M.O.P., Ky-Mani Marley oraz the Cocoa Brovaz.
W 2004 Afu-Ra nagrał kompilację Afu-Ra presents Perverted Monks. W roku 2005 trafiła do sprzedaży płyta State of the Arts. DJ Premier powrócił produkując utwór „Sucka Free”. Masta Killa z Wu-Tang Clan pojawił się w „Livin' Like Dat”, zaś Royce da 5’9” w „Pusha”.
W 2007 gościnnie dograł zwrotkę i pojawił się w teledysku polskiej grupy Familia H.P. Poza nim wystąpił Miodu z ekipy Jamal.
W 2010 wraz z Reggaeneratorem wystąpił gościnnie w utworze „Gangbros” na płycie „Join the Gang” polskiej grupy Hope.
W 2015 wystąpił gościnnie na klipie promującym płytę „Wiesz co się kręci” polskiej grupy Ganja Mafia w utworze o takim samym tytule produkcji Gibbsa.
W roku 2023 wziął udział w festiwalu "RapPrix Mała Plaża" w Szałem z okazji 50 lecia światowego hip hopu, po którym nagrał utwór "$ukce$" z gościnnym udziałem Gorzkiego (Elita Kaliska), Liroya oraz Małego e$ - laureata konkursu, a także utwór "HIT Rappers - Sto Lat!" z gościnnym udziałem Gorzkiego (Elita Kaliska), Soboty, Obie Trice i innych, którego producentem był amerykański producent Focus (autor muzyki dla takich sław jak : Beyonce, Rihanna, Eminem ...). W kolejnym roku poparł on Krzysztofa "Gorzkiego" Gorzkiewicza w wyborach samorządowych w Kaliszu i w tym samym roku nagrał napisany przez Gorzkiego utwór, będący częścią ścieżki dźwiękowej do animowanego filmu "Quo Vadis". 

## Dyskografia
- Body of the Life Force (2000)
- Life Force Radio (2002)
- Perverted Monks (2004)
- State of the Arts (2005)
- Body of the Life Force 2 (2012)
- Urban Chemistry (2020)
- HIT RAPPERS (2023)